# Mike Havekotte
Mike Havekotte est un footballeur néerlandais né le 12 septembre 1995. Il évolue au poste de gardien de but au Excelsior Rotterdam.

## Palmarès

### En équipe nationale
- Pays-Bas -17 ans
  - Vainqueur du championnat d'Europe des moins de 17 ans en 2012